# آل بدير
البدير هو قضاء عراقي يتبع إداريا محافظة القادسية بعد ان كان ناحية تتبع إدارياً إلى قضاء عفك في محافظة الديوانية يعتبر المدخل الجنوبي لمحافظة الديوانية حيث تحد ثلاثة محافظات هي المثنى وذي قار وواسط وتشكل مساحتها البالغة (940) ألف كيلو متر مايعادل ثلث مساحة محافظة الديوانية وعدد سكانها أكثر من (56) ألف نسمة .
يبلغ سكانه قرابة 63 الف نسمة.

## الواقع الزراعي
تشتهر البدير بواقعها الزراعي الذي تجاوز حاجتها ليصدر إلى كافة أنحاء العراق ومحاصيلها الزراعية (الحنطة والشعير والقطن والدخن والسمسم والبصل والرقي والبطيخ) لكن الواقع الزراعي تضرر مؤخرا بسبب شحة المياه. من أسماء ال بدير (العبرة/ نسبه إلى عبرة ال بدير (وهي جسر من القصب) والتحرير/ في عهد عبد الكريم قاسم).

في القضاء مواقع اثرية لمختلف الحقب التأريخية كحضارة الوركاء وآيسن والحضارة السومرية وغيرها. في الوقت الحاضر تسير مدينة آل بدير على خطى التقدم والاعمار ولو بوتيرة بطيئة حيث لا زالت تعاني من نقص الابنية المدرسية وازمة في السكن وتصريف المياه الجوفية وتعبيد شبكه الطرق وفيها مركز صحي واحد لايسد 30%من متطلبات الصحة.

في البدير نادي رياضي يلعب في الدرجة الأولى إلا أن هناك اهمالا في متطلباته كأنجاز ملعب جيد وقاعات رياضية. تتميز اراضي ال بدير بسعتها ووجود تضاريس اشبه بالصحاري مما يجعلها بيئه مناسبه للصيد ورحلات (السفاري) كما تستضيف الناحية بين فترة وأخرى ضيوف من صيادي الصقور العرب والعراقيين من شتى البلاد العربية.